# رهبان (السوادية)

تعديل مصدري - تعديل

رهبان هي إحدى قرى عزلة الطاهرية بمديرية السوادية التابعة لمحافظة البيضاء، بلغ تعداد سكانها 1026 نسمة حسب تعداد اليمن لعام 2004.